# Georgios Papasideris
Georgios Saranti Papasideris (en grec: Γεώργιος Σαράντη Παπασιδέρης, Koropi, 1875 - 1920) fou un atleta i aixecador grec que va prendre part en els Jocs Olímpics de 1896 a Atenes.
Papasideris va participar en dues proves d'atletisme i una d'halterofília. En la prova de llançament de pes va guanyar la medalla de bronze amb un millor llançament de 10,36 metres, mentre que en la de llançament de disc no passà a la millora.
En la prova d'aixecament amb dos braços del concurs d'halterofília acabà en quarta posició, amb un pes aixecat de 90 kg.